# The Doors
The Doors (Español: Las Puertas) fue una banda de rock y blues estadounidense, formada en Los Ángeles, California en julio de 1965 y disuelta en 1973. Según la Recording Industry Association Of America (RIAA), The Doors ha vendido 33.000.000 de unidades de álbumes certificadas en los Estados Unidos De América. La banda ha vendido más de 100.000.000 de álbumes en todo el mundo. En 2004, la revista Rolling Stone clasificó a The Doors, en el puesto 41 en su lista de los 100 mejores artistas de todos los tiempos. Fue la primera banda estadounidense en acumular 8 discos de oro consecutivos. En 1993, The Doors fueron incluidos en el Rock And Roll Hall Of Fame.

## Historia

### Orígenes: 1965-1966

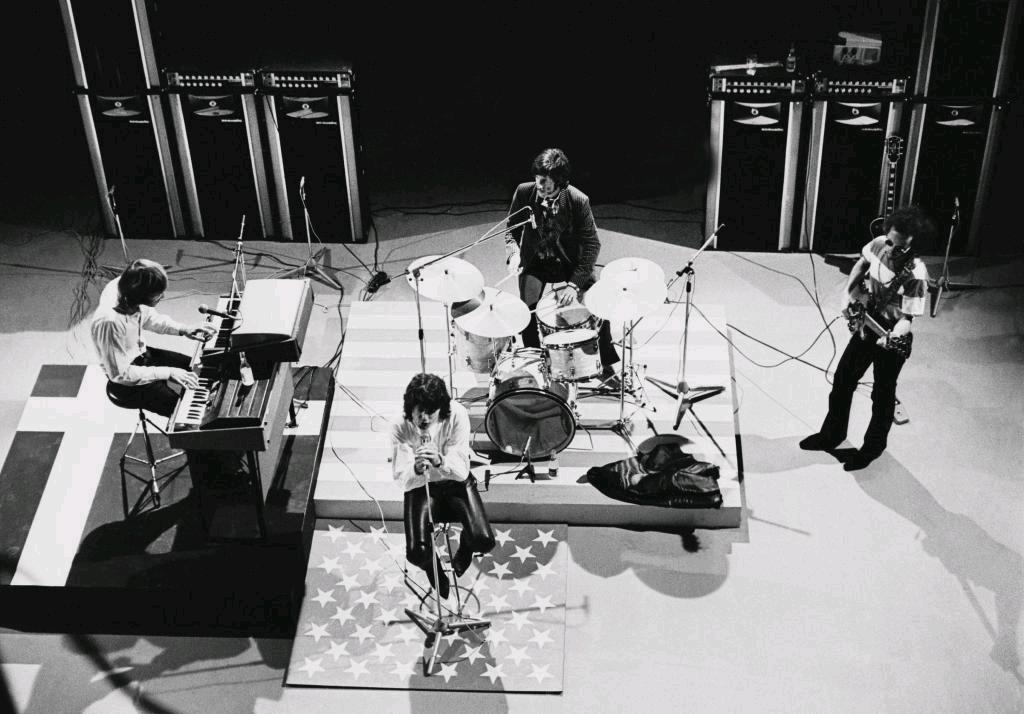
The Doors en Copenhague en 1968.

En 1965 Jim Morrison se encontraba en la playa de Venice, California, y encontró a un viejo compañero de la UCLA, Ray Manzarek, quien era cuatro años mayor que él. Ahí mismo comenzaron una casual conversación y Morrison aprovechó para leerle a Manzarek la letra de «Moonlight Drive», un poema que Morrison acababa de escribir. Manzarek (fanático del blues y rock de la época) le pidió a Morrison que le cantara el tema, con el cual Manzarek quedó fascinado, y decidieron formar una banda.
Manzarek ya estaba en una banda, llamada "Rick And The Ravens" con su hermano Rick, mientras que Robby Krieger y John Densmore tocaban en "The Psychodelic Rangers" y conocían a Manzarek de unas clases de meditación. En agosto, Densmore se unió al grupo y con algunos miembros de los Ravens y Pat Hansen,(Patricia Sullivan),en el bajo, grabaron el 2 de septiembre una demo de cinco temas. Esta demo fue parcialmente pirateada, y esa fue la única manera de conseguirla hasta su aparición en el Box Set de The Doors, publicado en 1997.
Ese mismo mes, el grupo reclutó al talentoso Robby Krieger y la alineación final —Morrison, Manzarek, Krieger y Densmore— estaba completa. La banda tomó su nombre de un verso del poeta William Blake: "If the doors of perception were cleansed, every thing would appear to man as it is: infinite." (Si las puertas de la percepción fueran depuradas, todo aparecería ante el hombre tal cual es: infinito), que también daba título al libro de Aldous Huxley, The Doors of Perception.
The Doors se diferenciaba de muchos grupos de rock de la época, porque no usaban un bajo en concierto, enfatizando también el hecho de haber sido influenciados por diferentes grupos de rock de la época, así como el destacado género blues. En vez de esto, Manzarek tocaba las melodías del bajo con la mano izquierda en su novedoso piano Fender Rhodes, una nueva versión del ya conocido piano Fender Rhodes, y las melodías del órgano con la mano derecha. Sin embargo, el grupo usó algunos bajistas en sus grabaciones de estudio, entre ellos Jerry Scheff, quien tocó luego en más de 1,100 conciertos para Elvis Presley (de 1969 hasta su muerte en 1977), así como Doug Lubahn, Harvey Brooks, Kerry Magness, Lonnie Mack y Ray Neapolitan.

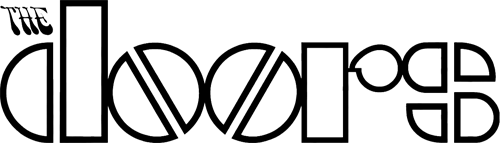
El logotipo de The Doors, diseñado por un asistente de Elektra Records, apareció por primera vez en su álbum de debut en 1967.

Muchas de las canciones originales se hicieron en conjunto. Morrison aportaba las letras y parte de la melodía, y el resto contribuía con el ritmo y el sentimiento de la canción. Mientras Morrison y Manzarek caminaban por la playa en California, vieron pasar a una mujer negra, y Morrison escribió la letra de "Hello, I Love You" esa misma noche, refiriéndose a ella como la "joya oscura" (dusky jewel). Algunos criticaron la canción por su parecido con el hit de The Kinks "All Day and All of the Night" (1965), y el vocalista de este grupo, Ray Davies demandó a The Doors.
Para 1966, el grupo tocaba en el club The London Fog, donde se tocarían por primera vez clásicos como You Make Me Real y Strange Days y ese mismo año se cambió al prestigioso Whisky a Go Go. El 10 de agosto el presidente de Elektra Records, Jac Holzman, los vio debido a la insistencia del vocalista de Love, Arthur Lee, cuyo grupo también estaba en Elektra. El 18 de agosto, después de que Holzman, y el productor Paul A. Rothchild vieran dos actuaciones de la banda en el Whisky A Go Go, la primera algo irregular, pero la siguiente simplemente hipnotizante, The Doors firmó con Elektra. Así empezó lo que sería una significativa relación entre la banda, Rothchild y el ingeniero Bruce Botnick. El 21 de agosto del mismo año, el club despidió a la banda por un incidente en una presentación de "The End", que vendría a anunciar toda la controversia que seguiría al grupo en sus años de historia. Morrison, gritó, en la parte "edípica" de la canción: "Father? Yes son?, I want to kill you", "Mother? I want to fuck you" ("¿Padre? Sí hijo?, Quiero matarte", "¿Madre? Quiero follarte").

#### 1966-1967:The Doors (álbum)
El LP homónimo de The Doors, lanzado en enero de 1967, causó sensación en los círculos musicales. En este disco aparecían muchas de las grandes canciones de su repertorio, incluyendo el drama musical, "The End", un tema con referencias al complejo de edipo que supuestamente sufría el propio cantante del grupo. La banda, habiendo tocado las canciones durante los dos años anteriores y teniendo sistematizada las mismas, grabó el álbum en un par de días, a finales de agosto y principios de septiembre de 1966, casi enteramente en vivo en el estudio y muchas canciones en una sola toma. Morrison y Manzarek también dirigieron una innovadora forma de promocionar su primer sencillo, "Break On Through", filmando un video promocional, un significativo avance en el género de los vídeos musicales.
Su segundo sencillo, "Light My Fire", puso al grupo junto con Jefferson Airplane y The Grateful Dead entre los mejores nuevos grupos estadounidenses de 1967. La versión sin el largo solo de teclado y guitarra se lanzó en abril, pero no alcanzó la cima sino hasta julio.
En mayo de 1967, el grupo hizo su debut nacional grabando una brillante versión de "The End" para la CBC en los Yorkville Studios, en Toronto (Yorkville era la versión canadiense del Haight-Ashbury). Esta versión permaneció inédita hasta la salida del DVD "The Doors Soundstage Performances" a principios de los años 2000.
Rápidamente la banda ganó reputación con un estimulante, revoltoso y entretenido acto. Con su buena pinta, presencia magnética y sus pantalones de cuero, Jim Morrison se volvió un ídolo rock y un "sex symbol", aunque se veía limitado con las restricciones morales del estrellato. Antes de su presentación en el "Show de Ed Sullivan" los censores de la CBS exigieron a Morrison que cambiara la letra de Light My Fire, en la línea "Girl, we couldn't get much higher" (Nena, no podríamos habernos elevado más), por la posible referencia a las drogas, 15 minutos antes de que la banda se presentara el 17 de septiembre de 1967. Morrison les preguntó qué es lo que debería decir en vez de "higher", y de respuesta recibió que él era el poeta y algo se le tenía que ocurrir. Krieger presa del nerviosismo preguntó a Morrison de qué forma cambiaría la letra y Jim decidió no hacer cambio alguno. Morrison cantó la línea original y se presentó en la televisión en vivo, con una CBS sin capacidad de pararlo. Ed Sullivan, furioso, se negó a estrecharle las manos a los miembros de la banda, y nunca más fueron invitados. Al escuchar que no volvería, Morrison respondió, "We just did the Ed Sullivan Show" (Simplemente hicimos el Show de Ed Sullivan)- para la época, una aparición de ese estilo generaba toda una gama de sucesos. Morrison insistió en que el nerviosismo causó que olvidara cambiar la línea como excusa. También presentaron un nuevo sencillo, "People Are Strange", el cual repitieron para el Show del DJ "Murray The K" el 22 de septiembre.
Morrison fomentó su fama de rebelde cuando, el 10 de diciembre fue arrestado en New Haven, por hablar mal sobre la policía al público. Morrison dijo que un celoso oficial le había lanzado gas lacrimógeno al sorprenderlo con una chica en los bastidores. El grupo terminó un exitoso año. El 24 de diciembre la banda grabó "Light My Fire" y "Moonlight Drive" en vivo para el Show de Jonathan Winters. Del 26 al 28 de diciembre, el grupo tocó en The Winterland San Francisco. Tocaron sus dos últimas fechas del año en Denver, el 30 y 31 de diciembre, coronando un año de giras casi constantes.
Uno de los momentos más esperados en los conciertos de The Doors llegaba cuando Jim Morrison entraba en trance y hacía apología del grito "amor, sexo, drogas y rock'n Roll", mientras bailaba como un loco. En uno de aquellos conciertos, se dijo que Morrison habría mostrado sus genitales al público y fue detenido por la policía bajo la acusación de alterar el orden público. Que lo haya hecho nunca se confirmó.

#### 1967:Strange Days

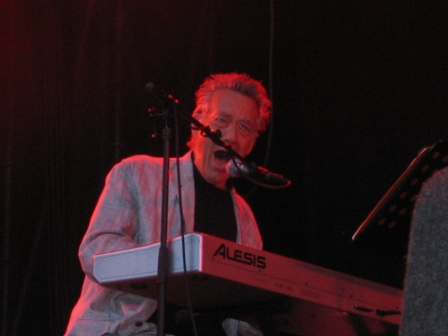
Ray Manzarek, teclado.

Strange Days fue el segundo LP de The Doors, lanzado en septiembre de 1967. Recibió un disco de oro y llegó al n.º 3 del Billboard. Sin embargo Paul Rothchild, el productor, lo consideró un fracaso comercial, por más que hubiese significado un triunfo artístico:

Todos pensamos que era el mejor álbum. Significativamente, también fue el que tuvo las ventas más débiles. Confiábamos en que iba a ser más grande que cualquier cosa que The Beatles habían hecho. Pero no había single. El disco se nos murió.
Paul A. Rothchild

Contrariamente a este punto de vista, uno podría discutir que el álbum igualmente tuvo buenas ventas, consiguiendo dos top 30, un top 3 en las listas norteamericanas y una certificación de platino.
Strange Days consta parcialmente de canciones que no se incluyeron en el trabajo debut. Este álbum impone un sentimiento extraño, conteniendo algunas de las canciones más psicodélicas de The Doors. Incluye canciones como "Strange Days", "People Are Strange", "Love Me Two Times" y "When the Music's Over", siendo esta un poema épico comparable a la famosa "The End".
El álbum también incluye "Moonlight Drive", que fue una de las primeras canciones escritas por Jim Morrison para The Doors. Había sido grabada en 1965 (demo) y en 1966 (con la intención de incluirla en el primer álbum). En 1967 la versión final fue grabada y lanzada en "Strange Days".
El álbum fue #3 en Estados Unidos en 1967 y es el número 407 en los 500 mejores álbumes de todos los tiempos de la Rolling Stone. "People Are Strange" llegó al nº12 en la lista de los Estados Unidos y "Love Me Two Times" la siguió, consiguiendo un respetable nº25, probando la consistencia de The Doors después del éxito de su álbum de debut.

#### 1968:Waiting for the Sun

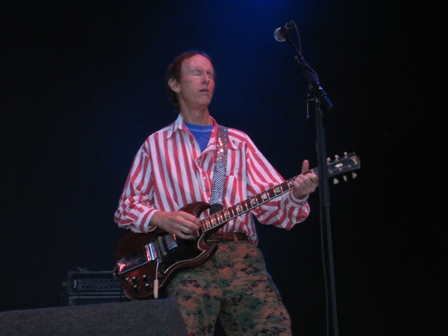
Robby Krieger, guitarra.

Las sesiones de grabación para el tercer álbum que tuvieron lugar en abril fueron muy tensas como consecuencia de la creciente dependencia del alcohol por parte de Morrison. Acercándose al clímax de su popularidad, The Doors tocó en una serie de eventos al aire libre, lo que condujo a frenéticos enfrentamientos entre los fanáticos y la policía, particularmente en el Chicago Coliseum el 10 de mayo.
La banda empezó a variar su material a partir de su tercer LP, Waiting for the Sun, cansados de su repertorio original, y empezaron a escribir material nuevo. Se volvió su primer LP #1, y el sencillo "Hello, I Love You" fue su segundo y último sencillo #1 en los Estados Unidos. También incluye la canción "The Unknown Soldier", del cual dirigieron otro videoclip, y "Not to Touch the Earth", extraído de su legendaria pieza conceptual, Celebration of the Lizard, aunque fueron incapaces de grabar una versión satisfactoria de la pieza entera para el LP. Fue puesta a la venta años más tarde en una compilación de Grandes Éxitos, y en su disco Absolutely Live.
Después de un mes de escandalosas actuaciones en el Singer Bowl en New York, realizaron su primera gira fuera de Estados Unidos, una minigira por Europa. La banda celebró una conferencia de prensa en el Institute of Contemporary Arts en Londres y tocó en el Teatro The Roundhouse. Los resultados del viaje fueron televisados en la cadena británica Granada Television, en un show llamado The Doors Are Open y luego sacado en video a la venta. La banda tocó algunos conciertos más en Europa, incluyendo un show en Ámsterdam sin Jim Morrison, después de que tuviera un colapso por el uso de drogas. Morrison volvió a Londres el 20 de septiembre y se quedó allí por un mes.
El grupo tocó nueve conciertos más en Estados Unidos, y se puso a trabajar en su cuarto LP. 1969 será un año difícil para The Doors, pero empieza con un show a estadio lleno en el Madison Square Garden en Nueva York el 24 de enero y un exitoso sencillo, "Touch Me" (lanzado en diciembre de 1968), que alcanzó el n.º 3 en los Estados Unidos.
Ese mes Morrison asistió a una producción de teatro que cambió el rumbo de su vida, y la del grupo. En el Bovard Auditorium The Living Theatre de la University of Southern California, se toma el escenario con un show que invitó a la gente a dejar a un lado sus inhibiciones y abrirse paso a la libertad. Esto atrajo la búsqueda de libertad de Morrison, resultando en una sesión improvisada la tarde siguiente, el 25 de febrero, la legendaria sesión "Rock is Dead", a la venta en el Box set de 1997, dando paso a uno de los episodios más controvertidos de la vida de Morrison.
El incidente ocurrió el 1 de marzo de 1969, en el Dinner Key Auditorium en Miami, Florida. El auditorio de 6.900 asientos había sido sobrevendido hasta doblar la capacidad del salón, y los fanes estaban sofocados y sin aire acondicionado. Desde el momento en que la banda caminó por el escenario, Morrison empezó a gritar al micrófono:

Ahora escuchadme, no estoy hablando de no revolución, no estoy hablando de no manifestarse."

Estoy hablando de pasarlo bien, Estoy hablando de pasarlo bien este verano. Todos, venid a L.A., salid de aquí, vamos a acostarnos en la arena y a enterrar nuestros dedos en el océano, y vamos a pasarlo bien. ¿Estáis listos, estáis listos, estáis listos, estáis listos, estáis listos, estáis listos, estáis listos?

¡Ahora escuchadme! Yo solía pensar que todo esto era una gran broma. Solía pensar que era algo para reirse. Entonces estas últimas noches conocí a algunas personas que estaban haciendo algo ¡Estaban tratando de cambiar el mundo! ¡Yo quiero unirme a ese viaje! Quiero cambiar el mundo. Cambiarlo. Siiiiií... cambiarlo.

Después de unos minutos Morrison cambió el tono:

Ahora escucháme, no estoy hablando de no revolución, no estoy hablando de no manifestarse. ¡Estoy hablando de divertirse! ¡Estoy hablando de bailar! ¡Quiero ver a todos de pie y bailando! ¡Quiero verlos bailando en la calle este verano! Quiero verlos divertiendosé. Quiero verlos correr por ahí. Quiero verlos pintando la ciudad. Quiero verlos haciendo ruido. Quiero verlos gritar. Quiero ver diversión. ¡¡¡Quiero ver su diversión !!!.

La grabación se acerca su final con las siguientes palabras:

¡CUALQUIER COSA QUE QUERÁIS HACER! ¡HACEDLO! ¡HACEDLO! ¡HACEDLO! ¡HACEDLO!

El incidente queda inconcluso. Morrison dijo: "Gasté mucho tiempo en el juicio de Miami. Casi un año y medio. Pero supongo que fue una valiosa experiencia porque antes del juicio tenía una mirada infantil y poco realista acerca del sistema judicial Americano. Mis ojos se han abierto un poco."
Aunque el incidente de Miami dañó la reputación de la banda, Morrison quedó algo tranquilizado con sus resultados. Luego dijo: "Pienso que fue solo alimentar la imagen que se estaba creando alrededor mío.. y a eso le puse fin en una gloriosa tarde".
Aunque Morrison recibía gran parte de la atención, incluyendo su imagen en las carátulas de los discos, para él era categórico que todos los miembros de la banda debían recibir igual reconocimiento. Antes de un concierto en el cual el animador anunció el grupo como "Jim Morrison y The Doors", Morrison se negó a aparecer hasta que se anunciara al grupo de nuevo como "The Doors". Mientras Morrison nunca se sintió cerca de su familia real, era extremadamente protector con los miembros de su banda. Según se dice, una vez le dijo a Ray Manzarek que nunca se sentía cómodo en una situación social a menos que este u otro miembro de la banda estuvieran con él. De algún modo veía a The Doors como su familia de reemplazo. Sistemáticamente rechazó cada oportunidad de grabar un álbum como solista que se le ofrecía, y después de su muerte los miembros de la banda se negaron a reemplazarlo.
En sus últimos dos años de vida, Jim Morrison redujo su uso de drogas psicodélicas y empezó a beber excesivamente, lo que afectó pronto a su rendimiento en el estudio. Aparentemente para escapar de la imagen del "Rey Lagarto", que lo había dominado, Morrison se dejó crecer una abundante barba, obligando a Elektra a usar fotos tomadas anteriormente en su carrera para la carátula de Absolutely Live, lanzado en 1970. El álbum presenta actuaciones grabadas en el tour de The Doors de 1970, el concierto de 1969 en el Aquarius Theatre e incluye una versión completa de "The Celebration of the Lizard".
La única aparición pública de este tiempo fue en un especial televisivo de la PBS grabado en abril, y transmitido el mes siguiente. El grupo tocó canciones del siguiente álbum, The Soft Parade, incluyendo una espléndida versión de la pista con el mismo nombre.
El grupo continuó con su gira en el Teatro del Chicago Auditorium Theater el 14 de junio, y tocó dos fechas en el The Aquarius Theatre en Hollywood el 21 de julio y 22 de julio, ambas lanzadas más tarde en CD. Fueron un nuevo tipo de conciertos de The Doors, donde el énfasis estaba puesto en la banda y la gente pasándolo bien. El barbudo Morrison usaba ropa más holgada y guiaba la banda hacia una dirección más "Blues", con canciones como "Build Me A Woman", "I Will Never Be Untrue", y "Who Do You Love". Todavía su voz no perdía su poder, y la banda todavía podía deslumbrar con sus presentaciones de "When the Music's Over" y "Celebration of the Lizard".

#### 1969:The Soft Parade
Su cuarto álbum, The Soft Parade, estrenado en julio, distanció aún más al grupo del "underground", con canciones extremadamente pop, y con arreglos en el metal muy al estilo de Las Vegas (en el sencillo "Touch Me" participó el saxofonista Curtis Amy).
Los excesos con el alcohol de Morrison lo hacían por aquel entonces una persona muy difícil y muy informal en el estudio, y las sesiones de grabación se estiraban por semanas, cuando antiguamente duraban un par de días. Los costos del estudio se empezaron a acumular, y el grupo estuvo a punto de desintegrarse.
Los detractores de este álbum ven en él a una banda esforzándose por mantenerse en la ola y tratando de expandir su sonido con instrumentos de metal y cuerdas, resultando en un sonido débil y sobreproducido.
En su defensa, The Soft Parade fue un exitoso experimento en "quasi-prog-pop", a pesar del errado comportamiento de Morrison y las numerosas dificultades técnicas. Las canciones orientadas más hacia lo comercial, como "Touch Me" o "Tell All The People", resultaron todo un éxito; y pistas como "Wild Child" o "Shaman's Blues" son reveladoras e imaginativas como siempre, con excelentes guitarras y líricas.
Durante la grabación de su siguiente álbum, en noviembre de 1969, Morrison se vio en problemas con la ley nuevamente, después de quedar ebrio y comportarse agresivamente con el personal de una aerolínea mientras viajaban a Phoenix para ver a The Rolling Stones en concierto. Fue absuelto en abril, después de que un auxiliar de vuelo identificara erróneamente a Morrison como su compañero de viaje, el actor inglés Tom Baker.

#### 1970:Morrison Hotel
El grupo remontó fuertemente de nuevo con su LP Morrison Hotel. Este se distingue por un sonido consistente y pesado, el álbum abre con "Roadhouse Blues", caracterizando el alto espíritu de seguridad del álbum entero. También tiene temas como "Indian Summer" muy tranquilos y suaves que nos recuerda al famoso "The End" de su primer álbum y piezas tan destacadas como "Peace Frog" que The Doors nos muestran que todavía saben sonar duro en el rock clásico de los 60. Morrison Hotel tenía un optimismo que la banda nunca había visto, presentando un par de canciones de celebración y algunas baladas de amor. Alcanzó el n.º 4 en los Estados Unidos.
Aunque Morrison enfrentaba procesos judiciales en Miami en agosto, el grupo se las arregló para ir al Festival de la Isla de Wight el 29 de agosto de 1970. En el festival, la banda tocó al lado de artistas legendarios, como Jethro Tull, Jimi Hendrix, The Who, Joni Mitchell, Miles Davis y Sly & The Family Stone. Dos canciones del show fueron presentadas en el documental de 1995 Message to Love.
El 16 de septiembre, Morrison fue a los tribunales, y el jurado lo declaró culpable por obscenidades y escándalo público el 20 de septiembre. Fue sentenciado a ocho meses de custodia, pero obtuvo la libertad mediante una apelación.
El 8 de diciembre de 1970, en su vigésimo séptimo cumpleaños, Morrison grabó una sesión de poesía, que se editaría más tarde como el disco An American Prayer.

#### 1971:L.A. Woman
Durante la última actuación pública de the Doors con Morrison al frente, en el "Warehouse" en Nueva Orleans, Luisiana, el 12 de diciembre de 1970, Jim Morrison tuvo una aparente crisis nerviosa, tirando el micrófono al piso repetidas veces. No obstante, el grupo volvió a tener un último éxito con L.A. Woman en 1971. La idea de este álbum era volver a las raíces del blues y el R&B, aunque durante los ensayos el grupo tuvo serios percances con Rothchild, que denominando al nuevo repertorio "música de cóctel" renunció a la producción del álbum y dejó el control a Bruce Botnick. El resultado fue considerado un verdadero clásico, presentando uno de los materiales más fuertes desde su debut en 1967. Otros sin embargo consideran que cerca de la mitad del álbum es un blues apagado, sin brillo, que le resta calidad al resultado final. Tal vez por esto, la canción "The Changeling" es considerada la más subestimada de la banda. "Riders On The Storm", se convirtió en una pieza clave de la programación de cualquier radio de rock durante décadas.

### La muerte de Morrison y sus secuelas: 1971-1983
En 1971, después de la grabación de L.A. Woman, Morrison decidió tomarse un tiempo libre y se mudó a París con su novia, Pamela Courson, en marzo. Lo había visitado el verano pasado y, por un tiempo, pareció contento con escribir y explorar la ciudad. Pero luego volvió al alcohol y cayó de un segundo piso en mayo. El 16 de junio hizo sus últimas grabaciones conocidas, cuando conoció a dos músicos callejeros y los invitó a un estudio. Los resultados fueron estrenados en 1994 en el LP pirata, The Lost Paris Tapes.

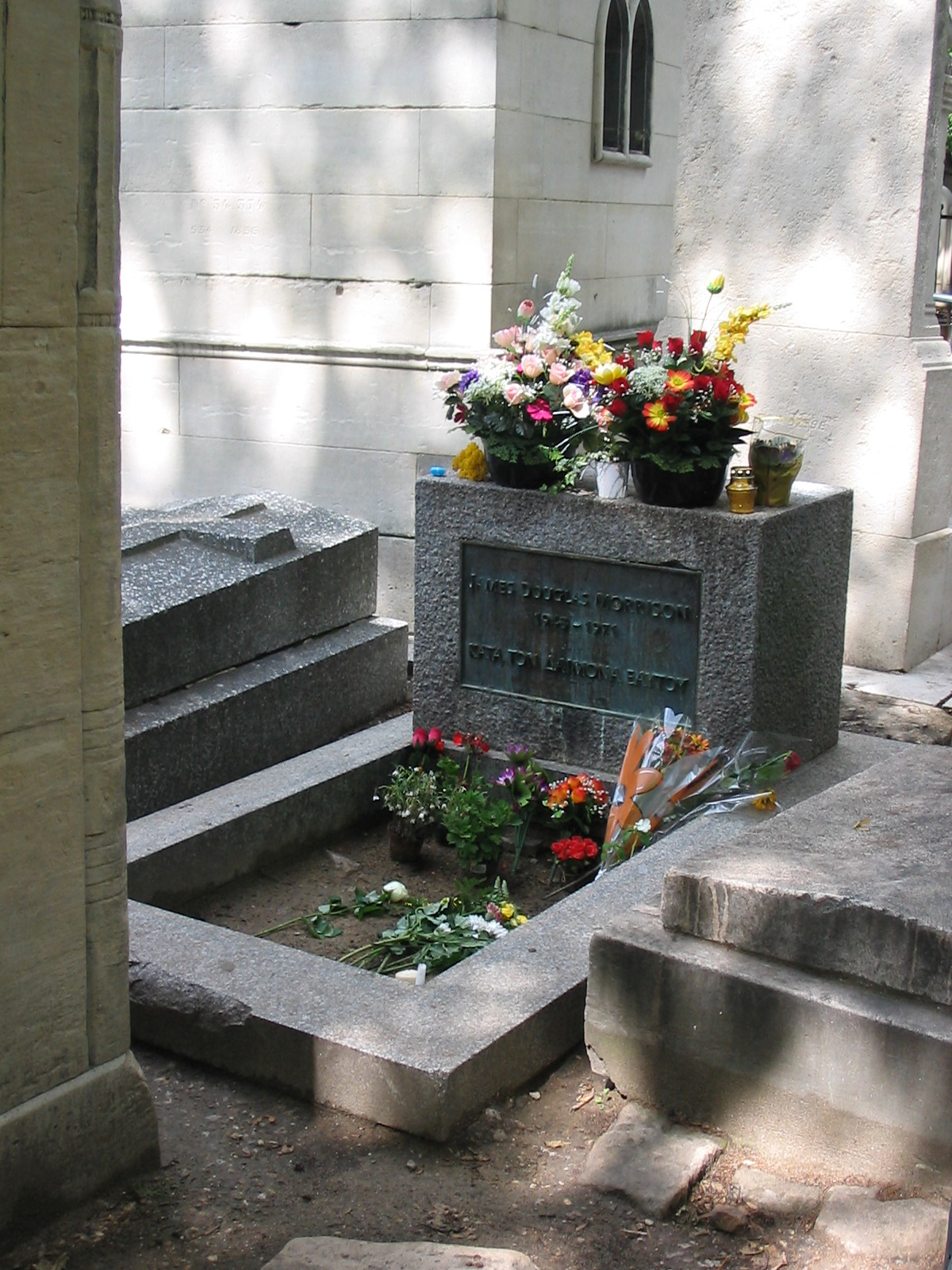
La tumba de Jim Morrison en el cementerio Père-Lachaise (París), lugar de peregrinación para fanes de todo el mundo.

Morrison falleció en confusas circunstancias el 3 de julio; su cuerpo fue encontrado en la bañera. La conclusión fue que murió por un ataque al corazón, aunque se reveló que no se le había hecho la autopsia antes de ser enterrado en el Cementerio Père-Lachaise el 7 de julio. Una versión bastante difundida menciona que el deceso de Morrison se produjo por sobredosis en un bar Parisino llamado "Rock n' Roll circus", más precisamente en los baños del lugar donde el vocalista habría fallecido después de encerrarse para ingerir cocaína, siendo su cuerpo trasladado por conocidos a la bañera de su casa. Supuestamente se le habría intentado reanimar allí con agua fría sin éxito. El forense, en su informe oficial, describió el cadáver del cantante como el de "alguien de más de 50 años y 1.90 m. de altura" (Jim en realidad tenía 27 años y su talla oscilaba entre 1.75 m. y 1.78 m, sin sus botas tejanas puestas), lo que nos brinda clara muestra de una negligencia médica que, probablemente, incrementó el mito que rodea la muerte de Morrison. Pamela Courson mantuvo el cuerpo de Morrison durante más de 4 días en el apartamento que compartían, depositando hielo alrededor del mismo para detener parcialmente el proceso de descomposición.
Durante los años siguientes a su muerte, persistían algunos rumores de que Morrison había fingido su muerte para escapar del estrellato, o que había muerto una noche en un bar, y su cuerpo fue llevado furtivamente a su apartamento. Sin embargo, el antiguo socio de Morrison, Danny Sugerman, en su libro Wonderland Avenue, asegura que en su último encuentro con Courson, que tuvo lugar poco antes que su muerte por sobredosis, ella le confesó que introdujo a Morrison la droga, porque el sufría de miedo a las agujas, y ella le habría inyectado la dosis que lo mató.
Jim Morrison murió a los 27 años, la misma edad que varias otras estrellas de rock (Club de los 27). En 1974, la novia de Morrison, Pamela Courson, también murió a la edad de 27 años.
Los miembros restantes continuaron por algún tiempo. Inicialmente se había pensado reemplazar a Morrison con un nuevo cantante, y se reportó que podría ser Iggy Pop. Al final, Krieger y Manzarek tomaron el lugar de Morrison cantando y lanzaron dos álbumes, Other Voices y Full Circle, y se fueron a gira.
Ambos álbumes vendieron bien, pero en general pasaron desapercibidos, y The Doors dejó de tocar y grabar a finales de 1972. Mientras que el primer álbum es indudablemente del estilo de The Doors, el segundo se expandió al territorio del jazz. Mientras que ningún álbum fue vuelto a editar en CD en los Estados Unidos, han sido estrenados en 2-en-1 en Alemania y Rusia.
Los Doors restantes grabaron un tercer álbum post Morrison, An American Prayer, en 1978, que proveía de música de respaldo a algunas grabaciones de Morrison recitando su poesía. El álbum fue un éxito, y se vio seguido por un miniálbum de material en vivo no estrenado. Su perfil se mantuvo alto en los años 1980 gracias a que había una considerable cantidad de grabaciones en color de sus conciertos y actuaciones en TV, y el advenimiento de MTV y el género de los videoclips introdujo a las audiencias jóvenes a la música de The Doors, ya fuera mediante los vídeos grabados en sus conciertos, o los originales producidos por la misma banda en los 60.
Así siguieron hasta el año 1981 sacando recopilaciones y reeditando discos y dando algunos conciertos sin apenas repercusión en 1981 se disolverían para siempre.
En 1979, Francis Ford Coppola estrenó Apocalypse Now con "The End" usada en la banda sonora, llevando a nuevos fanes a descubrir The Doors. En 1983 se estrenó Alive, She Cried que incluía una versión cover de Gloria de la banda Them.

### Los años 1990 y después
En 1991, el director Oliver Stone estrenó su película The Doors protagonizada por Val Kilmer como Jim Morrison, y algunos cameos de Krieger y Densmore. Algunos que habían sido mencionados para interpretar a Morrison fueron John Travolta, Jason Patric, Keanu Reeves, Michael O' Keefe, Gregory Harrison, Michael Hutchence (INXS) y Bono (U2). Aunque todo el mundo quedó impresionado por la imitación de Kilmer, el filme contenía numerosas equivocaciones. Los miembros de la banda criticaron el retrato de Stone a Morrison,[cita requerida] que lo hacía parecer en ocasiones un psicópata fuera de control, en lugar del poeta roquero y sentimental que fue. The Doors (película) es una película biográfica estadounidense sobre la banda de rock del mismo nombre, dirigida por Oliver Stone y estrenada en 1991. El guion fue escrito tanto por Stone como por Randall Jahnson, basado en el libro Riders On The Storm de John Densmore, interpretada por Val Kilmer como Jim Morrison - Voz principal, Kyle MacLachlan como Ray Manzarek - Teclados, Frank Whaley como Robby Krieger - Guitarra, Kevin Dillon como John Densmore - Batería.
- The Doors of the 21st Century (2002-2013)
  - Ray Manzarek - Teclados, voz
  - Robby Krieger - Guitarra, voz
  - Ty Dennis - batería

En 2002 Manzarek (quien falleció debido al cáncer en 2013) y Krieger se reunieron y crearon una nueva versión de The Doors, llamada "The Doors of the 21st Century". La nueva alineación estaba conformada por Ian Astbury como vocalista, y Angelo Barbera de la banda de Krieger en el bajo. En su primer concierto dieron a conocer que el baterista John Densmore no iba a tocar. Luego se supo que no estaba capacitado para tocar porque sufría de tinnitus. Densmore fue reemplazado originalmente por Stewart Copeland, antes miembro de The Police, pero Copeland se rompió el brazo en una caída de su bicicleta. Finalmente fue reemplazado por Ty Dennis, el baterista de la banda de Krieger.
Luego Densmore reclamó que él nunca fue invitado a tomar parte de la nueva reunión del grupo. En febrero de 2003, emitió una orden legal para evitar que sus excompañeros usaran el nombre de "The Doors of the 21st Century". Su moción fue denegada en mayo de ese año, aunque Manzarek públicamente declaró que Densmore seguía invitado a formar parte del grupo. Más tarde se supo que la familia de Morrison, junto con Densmore, continuaron buscando la manera de evitar que usaran el nombre The Doors. En julio de 2005, la banda se cambió el nombre a "D21C". Ahora tocan bajo el nombre de Riders on the Storm, el cual también es el nombre de una banda tributo del noreste de Estados Unidos. Están autorizados a tocar bajo nombres como "antiguos Doors", y "miembros de The Doors". Densmore ha estado firme en impedir la licencia de canciones de The Doors para su uso en comerciales de TV, incluyendo una oferta de 15 millones de dólares por parte de Cadillac para usar "Break on Through (to the Other Side)", diciendo que esta sería una violación al espíritu en cual la música fue creada. Densmore escribió acerca de esto para el diario The Nation:

La gente perdía la virginidad con esta música, se colocaban por primera vez con esta música. Tengo gente que dice que hubo jóvenes que murieron en Vietnam escuchando esta música, otra gente dice que conocen a alguien que no se suicidó gracias a esta música. En el escenario, cuando tocábamos estas canciones, se sentían misteriosas y mágicas. Eso no está a la venta.

Manzarek y Krieger acordaron en seguir de gira y continuar con la reunión de The Doors, así como otorgar licencias para hacer publicidad con la música, ya que es salvar a The Doors de caer en la historia. Manzarek fue citado diciendo:

Estamos quedándonos viejos. Deberíamos, los tres, estar tocando estas canciones porque, hey, el final está siempre cerca. Morrison era un poeta, y después de todo, un poeta quiere que sus palabras sean escuchadas.

The Doors son recordados por sus chamanísticas interpretaciones. Sin embargo, algunos miembros de "la clase dirigente" sentían que la música de la banda no era más que música de rebeldes norteamericanos. Jim Morrison dijo:

Me gusta cualquier reacción que pueda causar con mi música. Simplemente cualquier cosa que deje a la gente pensando. Creo que si puedes lograr que una habitación entera llena de borrachos realmente se despierte y piense, estás haciendo algo.

Su popularidad sigue viéndose reflejada en las continuas ventas de su trabajo.
Una ola de actividades se anunciaron para 2006 con motivo del 40 aniversario del primer álbum de la banda. Vio la luz otro box-set de las grabaciones de estudio, un libro: The Doors by The Doors y el inicio de la producción de un documental autorizado acerca del grupo. The Doors junto con Grateful Dead y Joan Báez recibieron un premio por su éxito en la edición 2007 de los Grammy Awards. También en 2007 recibieron su estrella en el Paseo de la fama de Hollywood.
A principios de enero del 2012 sale a la luz un tema inédito, «She Smells So Nice», el cual será añadido en la reedición del álbum L.A. Woman cuya venta está prevista para el 24 de enero de ese mismo año.
En 2015, la Biblioteca del Congreso seleccionó a The Doors para su inclusión en el Registro Nacional de Archivos en función de su importancia cultural, artística o histórica.

## Estilo
El estilo musical de la banda se basa en una mezcla de blues y psicodelia. Manzarek aporta elementos de música clásica y del blues (por la influencia de sus padres); Krieger, del flamenco y Densmore del jazz junto con aportes latinos. Las letras del grupo, compuestas principalmente por Jim Morrison, se apartan en buena medida de las convenciones del pop de su época. En los textos de los primeros discos (The Doors, Strange Days), el elemento visionario propio de la psicodelia aparece expresado en imágenes que beben de la tradición romántica y simbolista, actualizándola con guiños al existencialismo y el psicoanálisis. Es destacable en referencia a lo anterior el gusto de Morrison por la poesía de los simbolistas franceses, como Rimbaud o Verlaine. En los últimos discos, como L.A. Woman, la lírica de Morrison evoluciona hacia letras más sencillas e inmediatas, al estilo del blues.

## Filosofía
La ambición original de The Doors es integrar satisfactoriamente elementos de diversas artes, entre ellas la poesía, el teatro y, desde luego la música tratando de representar la vida común y siempre tratar de aprovecharla. Morrison y Manzarek consideraban que el rock podía convertirse en una nueva religión dionisíaca, que ofreciera al público una experiencia comparable a la tragedia griega o el éxtasis chamánico. Aquí se percibe la influencia que tuvo para la banda y, en concreto para Morrison, la lectura de la obra de Friedrich Nietzsche. El nombre de la banda forma parte de la cita de William Blake The doors of perceptcion "cuando las puertas de la percepción sean depuradas, todo se reflejara ante el hombre tal cual es: infinito".

## Miembros

### Como "The Doors"
- Jim Morrison - Voz (1965-1971, su muerte).
- Ray Manzarek - Teclados (1965-1981, falleció en 2013).
- Robby Krieger - Guitarra (1965-1981).
- John Densmore - Batería (1965-1981).

### Antiguos Miembros de "The Doors"
- Patty Sullivan - Bajo (1965-1966)

### Como "The Doors of the 21st Century"
- - Ray Manzarek - Teclados, voz. (2002-2013, su muerte).
  - Robby Krieger - Guitarra, voz. (2002-2013).
  - Ty Dennis - Batería. (2002-2013).

### Músicos en Vivo de "The Doors of the 21st Century"
- - Ian Astbury voz (2002–2007).
  - Angelo Barbera bajo (2002–2004).
  - Stewart Copeland batería (2002–2003).
  - Phil Chen bajo (2004–2013; 2021).
  - Brett Scallions voz (2007–2010).
  - Miljenko Matijevic voz (2010).
  - Dave Brock voz (2010–2013).

## Discografía

### Álbumes de estudio
- The Doors (1967).
- Strange Days (1967).
- Waiting For The Sun (1968).
- The Soft Parade (1969).
- Morrison Hotel (1970).
- LA Woman (1971).
- Other Voices (1971).
- Full Circle (1972).
- An American Prayer (1978).

### Álbumes en vivo
- Absolutely Live (1970).
- Alive, She Cried (1983).
- Live At The Hollywood Bowl (1987).
- In Concert (1991).
- Live In New York (1997).
- Live In Detroit (2000).
- Live At The Aquarius Theatre: The First Performance (2001).
- Live At The Aquarius Theatre: The Second Performance (2001).
- Bright Midnight: Live In America (2002).
- Live In Hollywood: Highlights From The Aquarius Theatre Performances (2002).
- Backstage And Dangerous: The Private Rehearsal (2002).
- Live In Philadelphia 1970 (2005).
- Live In Boston 1970 (2007).
- Live In Pittsburgh 1970 (2008).
- Live In Vancouver (2010).
- Live At The Matrix 1967 (2008).
- Live At The Bowl (2012).
- London Fog (2016).
- Live at the Isle of Wight Festival 1970 (2018).
- Back In Town (Live) (2023).
- Live At The Matrix 1967 The Original Masters (2023).

### Álbumes recopilatorios
- 13 (1970).
- Weird Scenes Inside The Gold Mine (1972).
- The Best Of The Doors (1973).
- The Doors Greatest Hits (1980).
- The Best Of The Doors (1985).
- Greatest Hits (1996).
- Essential Rarities (2000).
- The Best Of The Doors (2000).
- The Very Best Of The Doors (2001).
- Legacy: The Absolute Best (2003).
- The Very Best Of The Doors (2007).
- The Future Starts Here: The Essential Doors Hits (2008).
- The Platinum Collection (2008).
- When You're Strange: Music From The Motion Picture (2010).
- A Collection (2011).
- The Singles (2017).